# Canton de Saint-Étienne-Sud-Ouest-1
Le canton de Saint-Étienne-Sud-Ouest-1 est une ancienne division administrative française située dans le département de la Loire et la région Rhône-Alpes.

## Histoire
Canton créé en 1860 (loi du 9 mai 1860) (division des deux anciens cantons qui disparaissent).

## Représentation

### Conseillers généraux de l'ancien canton deSaint-Étienne-Sud-Ouest (jusqu'en 1973)
| Période | Période                   | Identité                    | Étiquette                | Qualité |
| ------- | ------------------------- | --------------------------- | ------------------------ | --- |
| 1861    | 1870                      | Christophe Faure-Belon      |                          | Négociant (marchand de soie) Maire de Saint-Étienne (1855-1865)                                               |
| 1870    | 1879 (décès)              | Pierre-Louis Grosrenaud     | Républicain              | Inventeur d'un système de moteur hydraulique, Saint-Étienne                                                   |
| 1879    | 1881                      | Pierre Boudarel             | Rad.                     | Ancien maire de Saint-Étienne (1870-1871)                                                                     |
| 1882    | 1892                      | Régis Taravellier           | Socialiste               | Négociant à Saint-Étienne                                                                                     |
| 1892    | 1896 (décès)              | Étienne Nicolas Moyse       | Républicain              | Notaire, maire de Saint-Étienne (1874-1877)                                                                   |
| 1896    | 1904 (décès)              | Charles Cros                | Républicain              | Négociant, adjoint au maire de Saint-Étienne                                                                  |
| 1904    | 1906 (décès)              | Philippe Dumas (1852-1906)  | Républicain Socialiste   | Membre de la Fédération socialiste révolutionnaire                                                            |
| 1906    | 1919                      | Jean-Baptiste Paulet        | Républicain Progressiste | Négociant en vins, adjoint au maire de Saint-Étienne                                                          |
| 1919    | 1941 (démission d'office) | Clovis Teissier             | Rad.                     | Instituteur en retraite Adjoint au maire de Saint-Étienne Révoqué par le Gouvernement de Vichy                |
|         |                           |                             |                          | |
| 1943    | 1945                      | André Magnan                |                          | Avocat Adjoint au maire de Saint-Étienne Député AD (1936-1940) Nommé conseiller départemental en 1943         |
|         |                           |                             |                          | |
| 1945    | 1949                      | Henri Bergeret              | MRP                      | Ingénieur Adjoint au Maire de Saint-Étienne (1944-1953) Député (1946-1951)                                    |
| 1949    | 1951                      | Christophe Alexandre        | PCF                      | Conseiller municipal de Saint-Étienne                                                                         |
| 1951    | 1955                      | Paul Pasqualini (1901-1987) | RPF puis RS              | Ingénieur, directeur d'usine, conseiller municipal de Saint-Étienne Ancien résistant, Juste parmi les nations |
| 1955    | 1967                      | Auguste Ruelle (1885-1977)  | DVD                      | Ingénieur des Mines, Saint-Étienne                                                                            |
| 1967    | 1973                      | Lucien Neuwirth             | UDR                      | Commerçant Député (1958-1981)                                                                                 |

### Conseillers d'arrondissement (de 1833 à 1940)
| Période | Période | Identité                       | Étiquette                      | Qualité |
| ------- | ------- | ------------------------------ | ------------------------------ | --- |
| 1861    | 1870    | Louis Vier                     |                                | Adjoint au maire de Saint-Étienne                                                                           |
| 1870    | 1871    | Jean Tiblier-Verne             |                                | Maire de Saint-Étienne (1870)                                                                               |
| 1871    | 1886    | M. Charbogne                   | Radical                        | Comptable                                                                                                   |
| 1886    | 1892    | Pierre Dupin                   | Républicain radical-socialiste | Ouvrier veloutier                                                                                           |
| 1892    | 1895    | Francisque Prugnat (1832-1906) |                                | Epicier en gros, juge au Tribunal de commerce, Saint-Étienne                                                |
| 1895    | 1901    | M. Fayet                       |                                | |
| 1901    | 1907    | M. Conquis                     | Socialiste                     | |
| 1907    | 1913    | Jacques Chapelan               |                                | Adjoint au maire de Saint-Étienne                                                                           |
| 1913    | 1919    | Vital Fargère                  |                                | Industriel, fabricant de battants de métiers à tisser, Saint-Étienne                                        |
| 1919    | 1925    | Urbain Malot (1874-1931)       | SFIO puis PC-SFIC              | Ouvrier mouleur, puis entrepreneur de transports, représentant de commerce                                  |
| 1925    |         | Marcelin Guillot               | SFIO                           | Mécanicien au PLM de Firminy, puis agent d'assurances à Saint-Étienne                                       |
|         |         |                                |                                | |
| 1937    | 1940    | Charles Fauchery               | Droite                         | Docteur en médecine, administrateur des hospices de Saint-Étienne                                           |
| 1940    |         |                                |                                | Les conseils d'arrondissement ont été suspendus par la loi du 12 octobre 1940 et n'ont jamais été réactivés |

### Conseillers généraux de Saint-Etienne-Sud-Ouest-1 de 1973 à 2015
| Période | Période | Identité             | Étiquette    | Qualité |
| ------- | ------- | -------------------- | ------------ | --- |
| 1973    | 1998    | Lucien Neuwirth      | UDR puis RPR | Ancien résistant, commerçant Président du Conseil général (1979-1994) Député (1958-1981) Sénateur (1983-2001) |
| 1998    | 2015    | Jean-Claude Bertrand | PS           | Professeur des universités, praticien hospitalier Adjoint au Maire de Saint-Étienne (2008-2014)               |

## Composition
- Le canton de Saint-Étienne Sud-ouest (de 1861 à 1973) se composait des bureaux suivants : Palais de Justice, rue Soleyse, place Tardy, rue du Puy, place de Bellevue.

- Le canton de Saint-Étienne-Sud-Ouest-1 (de 1973 à 2015)se composait d’une fraction de la commune de Saint-Étienne[10]. Il comptait 14 270 habitants (population municipale) au 1er janvier 2012.

| Nom                       | Code Insee | Intercommunalité        | Population (dernière pop. légale)                |
| ------------------------- | ---------- | ----------------------- | ------------------------------------------------ |
| Saint-Étienne (chef-lieu) | 42218      | Saint-Étienne Métropole | Fraction : 14 270(2012) Commune : 170 761 (2014) |

## Démographie
| 1962 | 1968 | 1975 | 1982 | 1990 | 1999 | 2009 |
| ---- | ---- | ---- | ---- | ---- | ---- | ---- |
| -    | -    | -    | -    | -    | -    | -    |